# Radmilo Jovanović
Radmilo Jovanović (srbsko Радмило Јовановић), srbski vojaški zdravnik in general, * 18. november 1893, † 29. julij 1961.

## Življenjepis
Leta 1912 je vstopil v Vojsko Kraljevine Srbije in opravljal različne sanitetne naloge. Leta 1922 je končal študij na Medicinski fakulteti v Nancyju; v času aprilske vojne je imel čin polkovnika. Leta 1941 se je pridružil NOVJ. 
Po vojni je bil predavatelj na Vojaškomedicinski fakulteti JLA.